# Stephon Castle
Stephon Javonte Castle, född 1 november 2004 i Covington i Georgia, är en amerikansk professionell basketspelare (PG) som spelar för San Antonio Spurs i National Basketball Association (NBA).
Han draftades av San Antonio Spurs i första rundan i 2024 års draft som fjärde spelare totalt.
Innan Castle blev proffs studerade han vid University of Connecticut och spelade för universitetets idrottsförening Connecticut Huskies.